# Тэго Боу
Тэго Боу (кор. 태고보우?, 太古普愚?) (1301—1382) — дзэн-мастер корейского буддийского ордена Чоге.

## Биография
Родился в 1301 г. в городе Кванджу, в южной части Кореи. В 13 лет принял монашеское пострижение в монастыре Хвеамса (кор. 회암사?, 檜巖寺?) под руководством дзэн-мастера Кванджи (кор. 광지?, 廣智?). Он начал практиковать дзэн когда ему было 18 лет. В это время он получил коан «Тысяча дхарм возвращаются к одному, к чему возвращается одно?». В возрасте 26 лет он решил начать изучение сутр, доктринального течения буддизма. Хорошо познакомившись с этим направлением, он понял его ограниченность и продолжил заниматься практикой дзэн. В течение семидневного периода усердной практики в монастыре Камроса (кор. 감로사?, 檜巖寺?), в 1333 г. он обрёл опыт просветления. После чего написал такое стихотворение:
Я выпил всех Будд и Патриархов.
Все горы и реки.
Без моего рта.
После этого прорыва он продолжил практику с коаном «Му». В возрасте 37 лет он обрёл окончательное просветление и написал ещё одно стихотворение:
Когда я проник за монолитные врата,
Там свежий ветер дует с незапямятных времён.
В возрасте 41 года он остановился в монастыре Чунчунса (современное название монастыря — Ынхэса кор. 은해사?, 銀海寺?), в горах Самгаксан (кор. 삼각산) недалеко от Сеула. Он собрал много учеников вокруг себя и много новых монастырей было построено вокруг, чтобы вместить всех желающих следовать за ним.
В 1347 г. он предпринял путешествие в Китай. Причина, по которой он отправлися в это путешестыие, не известна. В Китае он встретил мастера чань Шиву (кит. 石屋淸珙), 18-го преемника Дхармы в линии передачи Линьцзи. Шиву подтвердил просветление Тэго и дал ему передачу Дхармы. В течение некоторого времени Тэго находился в Енкине (совр. Пекин), столице Китая династии Юань, и дал серию публичных лекций, на которые сходилось много слушателей. Прослышав о его славе, император Шунь-ди послал ему подарок, расшитые золотом одежды, с поручением посыльному проверить Тэго. При встрече, произошёл следующий диалог:
 — Пожалуйста, примите это как знак признательности Его Величества. Но, Его Величество поставил условие: если вы примите это не используя ваших рук.
Без малейшего промедления и сомнения Тэго Боу ответил:
 — Конечно, я приму подарок без использования моих рук, если вы поднесёте его не используя ваших.
Посланник признал своё поражение и с почтением передал одежды мастеру.
Тэго Боу вернулся в Корею в 1353 г. и был принят при дворе короля Конмин государства Корё. В то время в Корее существовало девять школ дзэн. Тэго написал петицию к королю о слиянии этих школ в одну и унификации учения, обосновывая заботой о развитии буддизма и преодолении соперничества между школами. Король был впечатлён этим трудом и в 1356 г. издал указ об унификации учения дзэн в Корее. Король назначил Тэго главой объединенного ордена и под его руководством был основан орден Чоге.
Тэго Боу покинул придворную службу в 1358 г., видимо против желания короля, и удалился в отдаленный горный монастырь. После чего, в результате придворных интриг, впал в немилость и был заключен под домашний арест в монастыре Сонгниса. Однако, годом позже король отменил арест и пригласил его обратно. В 1371 г. Тэго вернулся ко двору, получив признание как «национальный учитель» (кор. 국사?, 國師?). У него было больше тысячи учеников, среди которых несколько, ставших впоследствии знаменитыми дзэн-мастерами. До конца своих дней он находился в монастыре Хьёнвонса, где и ушел из мира 24 декабря 1382 г. в возрасте 81 года.